# Douglas Gordon Jones
Douglas Gordon Jones (ur. 1 stycznia 1929 w Bancroft w Ontario, zm. 6 marca 2016 w North Hatley w Quebecu) – kanadyjski poeta i krytyk literacki.

## Życiorys
Studiował na Uniwersytecie McGilla i Queen’s University, później wykładał angielski na L'Université de Sherbrooke. W 1957 wydał zbiór poezji Frost on the Sun, a w 1961 tom The Sun Is Axeman. Później opublikował zbiory Phrases from Orpheus (1967), Under the Thunder the Flowers Light up the Earth (1977) i Balthazar... (1988). W poezji inspirował się twórczością imagistów, często poruszając tematykę mitologiczną i nawiązując do kanadyjskiej tradycji literackiej. W 1970 napisał krytyczną pracę o kanadyjskiej literaturze Butterfly on Rock.... Tłumaczył też literaturę frankokanadyjską, m.in. twórczość Gastona Mirona i Paula-Marie Lapointe'a. W 2007 został oficerem Orderu Kanady.